# Prestwichia indica
Prestwichia indica är en stekelart som beskrevs av Jonathan och Julka 1975. Prestwichia indica ingår i släktet Prestwichia och familjen hårstrimsteklar. Inga underarter finns listade i Catalogue of Life.